# Американський Експрес
Експрес Сполучених Штатів (англ. U.S. Express) — в минулому професійна командою з реслінгу у Світовій Федерації Реслінгу (нині WWE), що складалася з Майка Ротунди та Баррі Віндема. Пізніше Віндема замінив Ден Спайві, а команду перейменували на Американський Експрес (англ. American Express).